# Bobby Moynihan
Bobby Moynihan (New York, 31 gennaio 1977) è un attore statunitense.
È stato membro del cast e scrittore della serie di sketch comici della NBC, Saturday Night Live, dal 2008 al 2017.

## Biografia

### Infanzia e formazione
Moynihan è nato e cresciuto a Eastchester, New York. Si è laureato presso la School of Fine Arts dell'Università del Connecticut nel 1999. Dopo la laurea, ha fatto il tour con una compagnia teatrale che metteva in scena opere di Shakespeare, prima di scoprire l'Upright Citizens Brigade, dove Amy Poehler gli ha offerto un lavoro come barista in cambio di lezioni gratuite. Una delle sue prime lezioni la frequentò insieme a Zach Woods, che all'epoca aveva 15 anni.
È attivo dal 2002 ed ha recitato soprattutto in ruoli televisivi. Ha preso parte al doppiaggio del film Monsters University e al film Descendants 3. È stato impegnato nel programma televisivo Saturday Night Live dal 2008 al 2017.

### Carriera
Moynihan si esibiva frequentemente con il gruppo di sketch comico Derrick Comedy, apparendo in numerosi video popolari su internet e in vari altri progetti. Ha inoltre interpretato un ruolo di supporto nel lungometraggio del gruppo, Mystery Team, che fece il suo debutto al Sundance Film Festival nel 2009, prima di essere distribuito in modo limitato nelle sale.
Nel corso del 2008, Moynihan ha interpretato un ruolo di supporto nella popolare webserie The Line, un progetto video online finanziato dalla casa di produzione di Lorne Michaels, diretto dal capo sceneggiatore e membro del cast di Saturday Night Live, Seth Meyers, e con la partecipazione dei membri del cast di SNL, Bill Hader e Jason Sudeikis. Ha recitato regolarmente in numerosi sketch in Late Night with Conan O'Brien per diversi anni ed è stato uno scrittore collaboratore per Human Giant di MTV; inoltre, in passato, spesso inviava sceneggiature a SNL insieme al partner comico Charlie Sanders.

## Filmografia parziale

### Attore

#### Cinema
- Economics 101, regia di Gerald Sprayregen (2002)
- Mystery Team, regia di Dan Eckman (2009)
- Il primo dei bugiardi (The Invention of Lying), regia di Ricky Gervais e Matthew Robinson (2009)
- Charlie On Parole, regia di Paul Briganti e Kevin Mead – cortometraggio (2009)
- La fontana dell'amore (When in Rome), regia di Mark Steven Johnson (2010)
- Certainty, regia di Peter Askin (2011)
- Revenge for Jolly!, regia di Chadd Harbold (2012)
- Botte di fortuna (The Brass Teapot), regia di Ramaa Mosley (2012)
- Un weekend da bamboccioni 2 (Grown Ups 2), regia di Dennis Dugan (2013)
- Delivery Man, regia di Ken Scott (2013)
- Annie - La felicità è contagiosa (Annie), regia di Will Gluck (2014)
- Ted 2, regia di Seth MacFarlane (2015)
- Estate a Staten Island (Staten Island Summer), regia di Rhys Thomas (2015)
- Le sorelle perfette (Sisters), regia di Jason Moore (2015)
- Cognati per caso (Brother Nature), regia di Oz Rodriguez e Matt Villines (2016)
- Il libro di Henry (The Book of Henry), regia di Colin Trevorrow (2017)
- Killing Gunther, regia di Taran Killam (2017)
- Flora & Ulisse (Flora & Ulysses), regia di Lena Kahn (2021)
- Unfrosted - Storia di uno snack americano (Unfrosted), regia di Jerry Seinfeld (2024)
- IF - Gli amici immaginari (IF), regia di John Krasinski (2024)

#### Televisione
- Jump Cuts – serie TV, episodio (2004)
- Bronx World Travelers – serie TV, episodi 1x02-1x04-1x05 (2007–2008)
- Saturday Night Live Weekend Update Thursday – programma TV, 4 puntate (2008-2012)
- Saturday Night Live – programma TV, 192 puntate (2008-2017)
- The Electric Company – serie TV, episodio 1x16 (2009)
- Mercy – serie TV, episodio 1x02 (2009)
- Happy Endings – serie TV, episodio 2x19 (2012)
- 30 Rock – serie TV, episodio 6x18 (2012)
- Girls – serie TV, episodio 1x10 (2012)
- Portlandia – serie TV, episodio 3x01 (2012)
- Me, Myself & I – serie TV, 13 episodi (2017-2018)
- RuPaul's Drag Race – reality show, episodio 11x02 (2019)
- Mr. Mayor – serie TV, 9 episodi (2021-in corso)
- NCIS: Origins - serie TV, 12 episodi (2024-2025)

### Doppiatore

#### Cinema
- Monsters University, regia di Dan Scanlon (2013)
- Inside Out, regia di Pete Docter (2015)
- Pets - Vita da animali (The Secret Life of Pets), regia di Chris Renaud (2016)
- Nut Job 2 - Tutto molto divertente (The Nut Job 2: Nutty by Nature), regia Cal Brunker (2017)
- Pets 2 - Vita da animali (The Secret Life of Pets 2), regia di Chris Renaud (2019)

#### Televisione
- Empire Square – serie animata, episodi sconosciuti (2005)
- Chowder - Scuola di cucina (Chowder) – serie animata, episodio 2x26 (2009)
- Ugly Americans – serie TV, episodio 2x11 (2012)
- The Awesomes – serie animata, 26 episodi (2013-2015)
- I Simpson (The Simpsons) – serie animata, episodio 27x02 (2015)
- We Bare Bears - Siamo solo orsi (We Bare Bears) – serie animata, 105 episodi (2014-2019)
- Chozen – serie animata, 10 episodi (2014)
- Nature Cat – serie animata, 34 episodi (2015-in corso)
- Descendants 2,  regia di Kenny Ortega – film TV (2017)
- DuckTales – serie animata, 56 episodi (2017-2021)
- Star Wars Resistance – serie animata, 15 episodi (2018-2020)
- Summer Camp Island - Il campeggio fantastico (Summer Camp Island) – serie animata, 30 episodi (2018-in corso)
- Descendants 3,  regia di Kenny Ortega – film TV (2019)
- The Bravest Knight – serie animata, 13 episodi (2019)
- Siamo solo orsi - Il film (We Bare Bears: The Movie), regia di Daniel Chong – film TV (2020)
- Loafy – serie animata, 8 episodi (2020-in corso)
- Lui è Pony (It's Pony) – serie animata, 11 episodi (2020-in corso)
- Kid Cosmic – serie animata, 6 episodi (2021-in corso)
- Star Wars: Rebuild the Galaxy, regia di Chris Buckley (2024)

## Doppiatori italiani
Nelle versioni in italiano delle opere in cui ha recitato, Bobby Moynihan è stato doppiato da:
- Luigi Ferraro in Delivery Man, Le sorelle perfette, Il libro di Henry, NCIS: Origins
- Fabrizio Vidale ne La fontana dell'amore, Mr. Mayor
- Stefano Brusa in IF - Gli amici immaginari
- Paolo Vivio in Botte di fortuna

Da doppiatore è sostituito da:
- Nanni Baldini in Descendants 2, Descendants 3, Descendants - Il matrimonio reale
- Luigi Ferraro in Pets - Vita da animali, Nut Job 2 - Tutto molto divertente, Pets 2 - Vita da animali
- Corrado Conforti in Monsters University
- Carlo Scipioni in Inside Out
- Massimiliano Alto in Ducktales
- Massimo Corizza in Siamo solo orsi - Il film[7]
- Carlo Cosolo in Star Wars Resistance
- Massimo Bitossi in Kid Cosmic
- Simone Lupinacci in America: il film
- Lorenzo Crisci in Lui è Pony
- Riccardo Scarafoni in Lego Star Wars: Rebuild the Galaxy